# Ivan Senjug
Ivan Senjug - Ujak (Slobodnica kraj Slavonskog Broda, 1920. — Grubišno Polje, 24. kolovoza 1944.) bio je sudionik Narodnooslobodilačke borbe i narodni heroj Jugoslavije.

## Životopis
Rođen je 1920. godine u Slobodnici kraj Slavonskog Broda, u siromašnoj seljačkoj obitelji. Osnovnu školu pohađao je u Slobodnici, a u Slavonskom Brodu gimnaziju. Bio je aktivan u SKOJ-u, te se angažirao na širenju ideja komunizma u selima oko Slavonskog Broda. Na njihovu inicijativu pokrenut je list „Borba mladih“. Skojevci su djelovali i u đačkom literarnom društvu „Mesić“ i ostalim društvenim organizacijama.
Uoči rata i neposredno poslije fašističke okupacije, Ivan Senjug i drugi članovi SKOJ-a i Komunističke partije Jugoslavije pripremali su se za oružani ustanak, prikupljajući oružje i vojničku opremu.  Početkom ustanka Senjug je već bio u ilegali, zbog čega su maltretirali njegovu majku, koja ga unatoč tome nije izdala. Dana 9. srpnja 1941. godine, Senjug je primljen u članstvo Komunističke partije Jugoslavije.
Prvih dana srpnja 1941. godine, Senjug se nalazio u prvoj partizanskoj grupi, formiranoj u šumi Cerovac nedaleko od Slavonskog Broda. Ubrzo je postao politički komesar čete u sastavu Prve slavonske brigade, a stvaranjem Trećeg bataljuna iste brigade i njezin politički komesar. Kao komesar, sudjelovao je u svim većim borbama koje je brigada vodila u Slavoniji, poput borbe za Voćin, Podravsku Slatinu, Našice, Veliku Pisanicu, Podgorač i ostale. Od ostalih borbi, sudjelovao je u borbama brigade po Hrvatskom zagorju radi osvajanja Lepoglave, te u borbama u Bosni s 1943. na 1944. godinu.
Poslije povratka u Slavoniju, postao je politički komesar Šesnaeste omladinske brigade „Joža Vlahović“, zatim politički komesar, a kasnije i zapovjednik Dvanaeste slavonske udarne brigade NOVJ.
U borbi za Grubišno Polje, 20. kolovoza 1944. godine, Senjug je u jurišu iz neposredne blizine bio ranjen u grlo, ali nije napustio borbu dok mjesto nije bilo osvojeno. Poslije četiri dana, podlegao je ranama.
Ukazom Predsjedništva Antifašističkog vijeća narodnog oslobođenja Jugoslavije (AVNOJ), 19. lipnja 1945. godine, među prvim borcima Narodnooslobodilačke vojske, proglašen je za narodnog heroja.